# Domingos de Morais Navarro
Domingos de Morais Navarro (São Paulo, aproximadamente 1685- ?) foi um militar, administrador colonial português e Governador do Rio Grande e da Capitania do Espírito Santo.
Era filho de Manuel Álvares de Morais Navarro e sobrinho do Sargento-mor José de Morais Navarro, ambos militares do Terço dos Paulistas - sertanistas e bandeirantes paulistas. Esses bandeirantes foram enviados para auxiliar no combate aos indígenas do Rio Grande do Norte. Domingos serviu nesta campanha militar entre 1698 e 1723: foi soldado, alferes e capitão de infantaria. Ficou conhecido como um "destemido matador de índios" no interior da Capitania.
Entre 1723 e 1725, Domingos Navarro era militar e Capitão de infantaria do Terço do Açu, na Capitania do Rio Grande. Domingos tinha experiência militar, pelo menos, desde 1716 quando atuava com os bandeirantes paulistas nas capitanias do Norte.
Por sua campanha militar, foi nomeado governador geral da capitania do Rio Grande do Norte, de 1728 a 1731. Posteriormente, foi nomeado Capitão-general governador da Capitania do Espírito Santo, exercendo a função de 1740 a 1745.